# Langsville
|  | Dieser Artikel wurde aufgrund von inhaltlichen Mängeln auf der Qualitätssicherungsseite des Projektes USA eingetragen. Hilf mit, die Qualität dieses Artikels auf ein akzeptables Niveau zu bringen, und beteilige dich an der Diskussion! Eine nähere Beschreibung der zu behebenden Mängel fehlt. |

Langsville ist ein gemeindefreies Gebiet im westlichen Rutland Township, Meigs County, Ohio, Vereinigte Staaten. Obgleich es gemeindefrei ist, hat es ein Postamt mit der Postleitzahl 45741.
In Langsville steht eine alte Holzkirche aus dem Jahr 1889. Sie wurde seit dem Bau an der Front- und der Rückseite erweitert. Auf dem Friedhof auf dem Hügel über der Kirche sind Veteranen aus dem Amerikanischen Unabhängigkeitskrieg begraben.

## Bildung
Langsville ist dem Meigs Local School District zugeteilt. Im District gibt es vier Schulhäuser, für jede Altersstufe eine: Meigs Primary School (Jahrgangsstufen K-2), Meigs Intermediate School (Jahrgangsstufen 3–5), Meigs Middle School (Jahrgangsstufen 6–8), und Meigs High School (Jahrgangsstufen 9–12).